# Oberlangen
Oberlangen ist eine Gemeinde im Landkreis Emsland in Niedersachsen.

## Geografie

### Geografische Lage
Oberlangen liegt zwischen Papenburg und Meppen an der Ems. Die Gemeinde gehört der Samtgemeinde Lathen an, die ihren Verwaltungssitz in der Gemeinde Lathen hat.

### Nachbargemeinden
Nachbargemeinden sind im Norden die Gemeinde Niederlangen und dahinter Lathen, im Süden die Stadt Haren.

## Geschichte
Die Gemeinde wird um das Jahr 1000 erstmals unter dem Namen Langun urkundlich erwähnt. Es wurde zum Stammsitz des Rittergeschlechts von Langen, das erstmals 1276 mit Jakob von Langen erwähnt wird. 1 km südsüdöstlich von Oberlangen wurde vermutlich in der 1. Hälfte des 14. Jhs. an der Ems die Burg Spyck als Sitz der von Beele errichtet. Dieses Geschlecht diente dem Bistum Münster als Burgmannen auf der Burg Landegge. 1364 wird der nicht namentlich genannte Sohn des Nikolaus von Beele vom Bischof von Münster mit dem Burglehen und der Burg Spyck belehnt. Die Söhne dieses Herren von Beele trugen den Beinamen „in der Spyck“; seine Enkel hießen „von der Spyck“. Nach 1424 erscheint der Name Spyck nicht mehr. Neuer Sitz des Geschlechts wurde das südwestlich gelegene Haus Beel. Auf dem Burgplatz stand danach nur noch ein einfaches, 1861 abgerissenes Bauernhaus.

### 1933 bis 1945
Im Herbst 1933 entstand im heutigen Ortsteil Oberlangen-Moor ein Ausbildungslager für SA-Wachmannschaften, das spätere Kriegsgefangenenlager Stalag VI B/Z / Oflag 6 WK VI (Emslandlager VI), welches zu den Emslandlagern gehörte, ein Zweiglager des Lager Versen.
Von 1939 bis 1945 wurden Kriegsgefangene der Sowjetunion, Polen und Italien in dieses Lager überführt.
Die von 1934 bis Herbst 1939 im Strafgefangenenlager Oberlangen Verstorbenen wurden auf dem Lagerfriedhof Börgermoor beerdigt.
Im September 1939 übernahm das Oberkommando der Wehrmacht das Lager als Kriegsgefangenenlager. Auf dem in der Nähe des Lagers angelegten Friedhof ruhen laut Gräberlisten in Einzelgräbern 62 namentlich bekannte und 2 unbekannte sowie in Massengräbern 2.000–4.000 unbekannte sowjetische Kriegsgefangene.

### Einwohnerentwicklung
| Jahr | Einwohner |
| ---- | --------- |
| 1659 | 155       |
| 1749 | 315       |
| 1833 | 348       |

Oberlangen hat beim Bundeswettbewerb „Unser Dorf hat Zukunft“ 2013 eine Goldmedaille errungen.

## Politik

### Gemeinderat
Der Gemeinderat aus Oberlangen setzt sich aus 9 Ratsfrauen und Ratsherren zusammen. Die Ratsmitglieder werden durch eine Kommunalwahl für jeweils fünf Jahre gewählt. Die aktuelle Amtszeit begann am 1. November 2021 und endet am 31. Oktober 2026.
| Partei | 2021 | 2016 |
| ------ | ---- | ---- |
| CDU    | 9    | 9    |

### Bürgermeister
Georg Raming-Freesen

### Wappen
Blasonierung: „Von Gold und Rot im Wellenschnitt geteilt, darin in verwechselten Farben oben eine liegende Schafschere, unten aus dem Schildfuß wachsend vier Kornähren.“
Die Wellenteilung steht für die Lage der Gemeinde an der Ems. Die Schafschere ist dem Wappen des Rittergeschlechts von Langen entnommen, das im Mittelalter hier ansässig war und im goldenen Schild eine schrägrechte rote Schafschere führte. Die vier Ähren symbolisieren die vier Ortsteile: Oberlangen, Sand, Wilholte und Oberlangen-Moor/Siedlung. Darüber hinaus weisen sie auf den in der Gemeinde vorherrschenden Ackerbau hin.
Die Farben Rot und Gold sind die Wappenfarben der Herren von Langen und zugleich die des Niederstifts Münster, zu dessen Territorium Oberlangen von 1252 bis 1803 gehörte.
Das Wappen wurde vom Heraldiker Dr. Ulf-Dietrich Korn aus Münster gestaltet.

### Regelmäßige Veranstaltungen
Schützenfest, immer Christi Himmelfahrt, gefeiert wird Donnerstag und Freitag. Das Schützenfest ist der Höhepunkt eines jeden Jahres und ist auch weit über Oberlangen hinaus bekannt. Am ersten Tag marschieren alle Schützen vom Heimathaus Oberlangen zum Schützenplatz. Der zweite Schützenfesttag beginnt immer mit der traditionellen Schützenmesse.

## Verkehr
Oberlangen ist über die B 70 verkehrsmäßig zu erreichen. Es besteht weiterhin ein Autobahnanschluss an die nahegelegene Autobahn A 31.